# Historia de Perceval de Gaula
La Historia de Perceval de Gaula es un libro de caballerías español, impreso en Sevilla en 1526, del cual no ha sobrevivido ningún ejemplar.
Su título completo era Historia de Perceval de Gaula, caballero de la Tabla Rotonda, el cual acabó la demanda y aventuras del Santo Grial. 
El estudioso español de los libros de caballerías Adolfo Bonilla y San Martín, en su obra Las leyendas de Wagner en la literatura española, con un apéndice sobre el Santo Grial en el "Lanzarote del Lago" castellano (Madrid: Asociación Wagneriana de Madrid, 1913, p. 48) considera que probablemente fue una versión castellana de la obra francesa Perceval le Gallois en prosa, que a su vez deriva de la obra de Chrétien de Troyes Perceval ou le Conte del Graal (Perceval o el cuento del Grial) . Por el contrario, María Rosa Lida de Malkiel, en un artículo titulado "Arthurian Literature in Spain and Portugal" (Arthurian Literature, 1959, pp. 406-18) cree que se trató de una versión extraída directamente de la obra de Chrétien ("Only the title is left of what seems to have been a Castilian rendering of Chrétien's Perceval", 1959: 408).